# Обрек
Обре́к (фр. Obreck) — коммуна во французском департаменте Мозель региона Лотарингия. Относится к  кантону Шато-Сален.

## Географическое положение
Обрек расположен в 45 км к юго-востоку от Меца. Соседние коммуны: Бюрльонкур на севере, Сотзелен, Шато-Вуэ и Вюис на северо-востоке, Ампон, Морвиль-ле-Вик и Шато-Сален на юго-западе, Пюттиньи на северо-западе.

## История
- Коммуна бывшего герцогства Лотарингия.

## Демография
По переписи 2008 года в коммуне проживало 54 человека.

## Достопримечательности
- Следы древнеримского поселения и тракта.
- Часовня Сен-Клеман XIX века.